# Sweet Fanny Adams
Sweet Fanny Adams es el segundo álbum de estudio de Sweet, su primero de dos lanzados en 1974, y también su primero acreditado simplemente como Sweet (anteriormente The Sweet). 
El álbum fue notable en diversos aspectos, luego de un largo receso de Sweet por casi tres años sin publicar un LP con nuevas canciones. Representó un punto de inflexión y cambio en el sonido de la banda, hacia un estilo más cercano al clásico hard rock, en contraposición con el bubblegum pop de sus trabajos previos. 
El título del álbum en inglés (originalmente Royal Navy) es un argot que se origina en el asesinato de la niña inglesa de ocho años de edad, Fanny Adams en 1867 y significa «nada en absoluto», así como un eufemismo similar "FA" = "fuck all".
Sweet Fanny Adams alcanzó el puesto # 27 en las listas de álbumes del Reino Unido en el año de su estreno por RCA Records en 1974. No fue lanzado en los Estados Unidos, pero cinco de sus pistas aparecieron en la versión estadounidense del álbum posterior, Desolation Boulevard de ese mismo año.

## Lista de canciones
Todas las están canciones compuestas por Brian Connolly, Steve Priest, Andy Scott, y Mick Tucker, excepto donde se indica:
1. «Set Me Free» (Scott) – 3:57
2. «Heartbreak Today» – 5:02
3. «No You Don't» (Mike Chapman, Nicky Chinn) – 4:35
4. «Rebel Rouser» – 3:25
5. «Peppermint Twist» (Joey Dee, Henry Glover) – 3:29
6. «Sweet F.A.» – 6:15
7. «Restless» – 4:29
8. «Into the Night» (Scott) – 4:26
9. «AC-DC» (Chapman, Chinn) – 3:29

### Bonus tracks en lanzamiento de 1997
1. «The Ballroom Blitz» (Chapman, Chinn) – 4:03
2. «Teenage Rampage» - 3:34

### Bonus tracks en lanzamiento de 1999
1. «Burn on the Flame» – 3:37
2. «Own Up, Take a Look at Yourself» (Priest, Scott, Tucker) – 3:57

### Bonus tracks en lanzamiento de 2005
1. «Block Buster!￼￼» (Chapman, Chinn) – 3:12
2. «Need a Lot of Lovin'» – 3:00
3. «Hell Raiser» (Chapman, Chinn) – 3:26
4. «Burning» – 4:04
5. "The Ballroom Blitz" – 3:56
6. «Rock 'n' Roll Disgrace» – 3.50

## Personal
- Brian Connolly – voz principal (excepto donde se indica)
- Steve Priest – bajo, voz principal (canción # 3, 7), coros
- Andy Scott – guitarra eléctrica, coros (canción # 8), coros
- Mick Tucker – batería, coros

Personal adicional
- John Roberts - bajo (canciones # 1, 7, 15, 16, 17)
- Phil Wainman - batería, percusión (canciones # 1, 7, 15, 16, 17), producción
- Pip Williams - guitarra (canciones # 1, 7, 15, 16, 17), arreglos musicales (canción # 3)